# Beppe de Tomasi
Giuseppe de Tomasi, detto Beppe (Milano, 19 marzo 1934 – Milano, 4 giugno 2016), è stato un regista teatrale, attore e librettista italiano.

## Biografia
Nato a Milano nel 1934, dopo la laurea in Farmacia presso l'Università degli Studi di Pavia, si diploma come migliore attore dell'Accademia Nazionale d'Arte Drammatica di Milano nel 1952.
Esordisce subito dopo come attore ne L'Arlesiana di Alphonse Daudet, per la regia di Franco Enriquez, e in seguito recita con altri registi come Tat'jana Pavlova (di cui sarà anche assistente), Giorgio Albertazzi e Sandro Bolchi.
Insignito del gran premio "Tommaso Salvini"; studia anche canto lirico entrando nei finalisti del concorso voci verdiane di Parma.
Dopo una breve carriera d'attore e di cantante diventa assistente di Attilio Colonnello e di Mauro Bolognini; nel 1967 debutta nella regia al Teatro Sociale di Como con Madama Butterfly di Giacomo Puccini e da allora lavora in tutti i teatri di tradizione e in tutti gli Enti Autonomi italiani (oggi Fondazioni), Teatro alla Scala escluso, e con tutti i più grandi cantanti lirici.
Ha lavorato all'Opera di Chicago, di San Francisco e Filadelfia, Baltimora e Washington.
Nel 1996 ha debuttato al Metropolitan Opera House di New York con gran successo con Fedora di Umberto Giordano, protagonisti Plácido Domingo e Mirella Freni.
Ha lavorato inoltre a Salisburgo, al Teatro Colón di Buenos Aires, a Santiago del Cile, a Tokyo ed in tutto il Giappone, a Seul, al Festival di Bregenz, a Bruxelles, a Montpellier, a Montecarlo, a Monaco di Baviera, a Lisbona, ad Atene, a Istanbul.
In Spagna è uno dei registi stranieri più conosciuti essendo quasi ogni anno presente nelle stagioni del Gran Teatre del Liceu di Barcellona, del Teatro Real di Madrid, e ai festival di Santander, Oviedo e Bilbao.
Nel 1992 ha inoltre inaugurato l'apertura del Teatro de la Maestranza di Siviglia allestendo Rigoletto di Giuseppe Verdi con Alfredo Kraus.
Nel 1970 è premiato con "La Noce d'oro" e nel 1987 con il "Premio Luigi Illica" per il miglior regista teatrale italiano.
Ha messo in scena più di 130 titoli d'opere italiane e straniere per un totale di circa 700 regie liriche.
Ha collaborato con la Rai, realizzando tutte le regie delle parti liriche, per Puccini di Sandro Bolchi.
Nel 1990 è scelto da Francis Ford Coppola come regista lirico per le riprese di Cavalleria rusticana nel film Il padrino - Parte III dalla Zoetrope USA.
Assieme a Paola Masino ha scritto per Franco Mannino il libretto dell'opera Il ritratto di Dorian Gray.
Ha preparato i vincitori dei premi "As.Li.Co", "Toti dal Monte" di Treviso e del concorso internazionale "Luciano Pavarotti" di Filadelfia.
Ritiratosi in Casa Verdi a Milano, vi muore la sera del 4 giugno 2016. È stato poi cremato al cimitero di Lambrate e le sue ceneri sono state sparse nel Giardino del Ricordo, un luogo dello stesso cimitero dove le ceneri dei defunti vengono sparse per essere assorbite dalla natura.

## Filmografia

### Attore
- La bocca, film drammatico, regia di Luca Verdone, con Tahnee Welch, Rodney Harvey, Alida Valli (1991)
- La notte, film del 1961, regia di Michelangelo Antonioni, con Marcello Mastroianni, Jeanne Moreau, Monica Vitti
- Il Pigmalione (sceneggiato televisivo Rai), regia di Franco Enriquez (1953)
- L'Arlesiana (sceneggiato televisivo Rai), regia di Tatiana Pavlova (1952)
- I dialoghi delle carmelitane (sceneggiato televisivo Rai), regia di Tatiana Pavlova (1952)

### Regista
- Il padrino - Parte III di Francis Ford Coppola, con Al Pacino (1990)
- Puccini di Sandro Bolchi, con Alberto Lionello, Tino Carraro, Ilaria Occhini (1973)

## Filmografia d'opera

### Regista
- Fedora di Umberto Giordano (1996), con Mirella Freni, Plácido Domingo, direttore Roberto Abbado, Metropolitan Opera House (Deutsche Grammophon) (DVD)
- Lucia di Lammermoor di Gaetano Donizetti (1982), con Katia Ricciarelli, José Carreras, Leo Nucci, direttore Lamberto Gardelli, Festival di Bregenz (BEL CANTO SOCIETY) (DVD)
- Tosca di Giacomo Puccini (2010), con Maria Guleghina, Giorgio Surjan, direttore Pier Giorgio Morandi, Festival Puccini di Torre del Lago Puccini (DVD)
- Tosca di Giacomo Puccini (1980), con Montserrat Caballé, José Carreras, Juan Pons, direttore Jésus Etcheverry, Teatro dell'Opera di Nizza (DVD)
- Tosca di Giacomo Puccini (2003), con Raina Kabaivanska (serata d'addio al ruolo di Tosca), Mario Malagnini, direttore Nicola Luisotti, Teatro Regio di Parma (DVD)
- Ernani di Giuseppe Verdi (2011), con Ferruccio Furlanetto, Roberto Aronica, Dīmītra Theodosiou, direttore Bruno Bartoletti, Teatro Comunale di Bologna (DVD)
- Zanetto di Pietro Mascagni (2003), con Denia Mazzola Gavazzeni, Romina Basso, direttore Bruno Aprea, Opera Giocosa, Teatro Chiabrera di Savona (DVD)
- Il barbiere di Siviglia di Gioachino Rossini (1980), con Leo Nucci, Marilyn Horne, Cesare Siepi, Enzo Dara, Ernesto Palacio, direttore Nino Sanzogno, Sferisterio di Macerata
- Il barbiere di Siviglia di Gioachino Rossini (2006), con Leo Nucci, Raúl Giménez, Anna Bonitatibus, Alfonso Antoniozzi, Riccardo Zanellato, direttore Maurizio Barbacini, Teatro Regio di Parma (DVD)
- Adriana Lecouvreur di Francesco Cilea (1978), con Montserrat Caballé, José Carreras, Fiorenza Cossotto, Juan Pons, direttore Gianfranco Masini, Opera Nazionale di Tokyo (DVD)
- Adriana Lecouvreur di Francesco Cilea (1998), con Raina Kabaivanska, Giorgio Merighi, Luciana D'Intino, direttore Maurizio Arena, Teatro Massimo di Palermo
- Cavalleria rusticana di Pietro Mascagni (1975), con Plácido Domingo, Fiorenza Cossotto, direttore Gianfranco Masini, Opera Nazionale di Tokyo (DVD)
- Pagliacci di Ruggero Leoncavallo (1975), con Plácido Domingo, Elena Mauti Nunziata, direttore Gianfranco Masini Opera Nazionale di Tokyo (DVD)
- Les contes d'Hoffmann di Jacques Offenbach (1988), con Alfredo Kraus, Barbara Hendricks, Ruth Welting, Elena Zilio, direttore Alain Guingal, Teatro Regio di Parma (DVD)
- Faust di Charles Gounod (1986), con Alfredo Kraus, Nikola Gjuzelev, Anna Maria Gonzalez, direttore Alain Guingal, Teatro Regio di Parma (DVD)
- Faust di Charles Gounod (2005), con Silvia Dalla Benetta, Danilo Rigosa, direttore Marcello Rota, Teatro Carlo Coccia di Novara (DVD)
- Maria Stuarda di Gaetano Donizetti (1979), con Montserrat Caballé, Bianca Berini, direttore Armando Gatto Gran Teatre del Liceu di Barcellona
- Fedora di Umberto Giordano (1986), con Renata Scotto, José Carreras, direttore Armando Gatto, Gran Teatre del Liceu di Barcellona
- Villon di Piero Giorgi (1963) su libretto di Annibale Ninchi, con Bernadette Canapini, Vito Tatone, direttore Ottavio Ziino, Teatro Persiani di Recanati (MC) - Teatro Comunale di Teramo
- Il valico di Piero Giorgi (1963) su libretto di Antonio Conti, con Anna Lia Bazani, Bruno  Piacentini, direttore Ottavio Ziino, Teatro Persiani di Recanati (MC) - Teatro Comunale di Teramo

## Librettista
- Il ritratto di Dorian Gray, musica di Franco Mannino.
- L'errore del professore commedia musicale.

## Premi
- Noce d'oro (1970)
- Luigi Illica (1987)
- Verdi d'oro (198?)
- Flaviano Labò (2005)